# Guerra Castellammarese
A Guerra Castellammarese foi um conflito entre duas organizações criminosas ítalo-americanas pelo controle das atividades ilícitas na cidade de Nova Iorque. O enfrentamento se deu entre as facções do então chefe do crime organizado da cidade Giuseppe "Joe The Boss" Masseria e seu principal rival Salvatore Maranzano. Foi assim chamada em referência a região natal de Maranzano, Castellammare del Golfo na Sicília.

## Antecedentes
Durante os anos de 1920, as operações da Máfia nos Estados Unidos eram controladas por Giuseppe Masseria, conhecido por "Joe The Boss". Este era então o chefe da anteriormente chamada Família Morello (futura Família Genovese) que fora comandada por Giuseppe Morello, antigo rival de Masseria e agora seu braço direito, no posto de Consiglieri. Seus principais aliados eram Charles "Lucky" Luciano, Frank Costello, Albert Anastasia, Vito Genovese, Joe Adonis e o líder da Família D'Aquila (futura Família Gambino) Alfredo Mineo. Ao final da década de 1920, Don Vito Cascioferro, um poderoso chefe mafioso da Sicília decidido a controlar a Máfia ítalo-americana, enviou uma comitiva, liderada por Salvatore Maranzano para fazer frente a organização de Masseria em Nova Iorque. O cerne da facção de Maranzano era composto por Joseph "Joe" Bonanno, Stefano "The Undertaker" Magaddino, Joe Aiello e Joseph Profaci.

## O Conflito
Segundo algumas fontes, o primeiro tiro foi disparado da parte de Masseria. Em 26 de Fevereiro de 1930 ele ordenou o assassinato de Gaetano Reina, chefe da Família Reina e até então um de seus próprios aliados. O serviço foi executado por Vito Genovese que assassinou Gaetano com uma escopeta. A 15 de Agosto de 1930, capangas de Maranzano assassinaram Giuseppe Morello em seu escritório no Harlem Italiano. Depois do assassinato de Gaetano Reina, "Joe The Boss" apontou Joseph Pinzolo como novo líder das operações de Reina. No entanto, a 9 de Setembro membros da organização de Reina revidaram a traição de Masseria, assassinado Pinzolo em seu escritório na Times Square. Depois disso, a organização de Reina juntou forças com a facção de Maranzano.
Em 23 de Outubro de 1930, Masseria mandou assassinar Joe Aiello, aliado de Maranzano e presidente do Sindicato Siciliano de Chicago (Chicago Unione Siciliane). Nesse tempo, acreditava-se que Al Capone, chefe da Chicago Outfit havia ordenado a morte de Aiello em consequência de outra disputa que ocorria em Chicago. No entanto, Luciano afirmou mais tarde que Masseria havia dado essa ordem, que foi executada por Alfredo Mineo. Após a morte de Aiello, a guerra rapidamente tomou o curso em favor de Maranzano. A 5 de novembro de 1930, Alfred Mineo e Steve Ferrigno, outro importante membro da facção de Masseria, foram assassinados. A esse ponto do conflito, muitos membros e aliados de Masseria começaram a se juntar a facção de Maranzano. Em 3 de Fevereiro de 1931, outro importante capanga, Joseph Catania foi alvejado e veio a falecer dois dias depois.
Com a derrota iminente e os prejuízos financeiros gerados pela guerra, Lucky Luciano e Vito Genovese começaram a negociar secretamente um acordo de paz com Maranzano. A garantia desse acordo era o assassinato de Masseria. A 15 de Abril de 1931, Joe Masseria foi assassinado enquanto almoçava em um restaurante no Brooklyn. Acredita-se que os atiradores foram Joe Adonis, Benjamin "Bugsy" Siegel, Albert Anastasia e Vito Genovese. Ciro "The Artichoke King" Terranova foi quem conduziu o carro da fuga. Com a morte de Masseria, a guerra chegou ao seu fim. Maranzano e a facção de vencedores organizaram as gangues ítalo-americanas em cinco famílias em Nova Iorque, foram estas: Luciano (hoje Genovese), Profaci (hoje Colombo), Gagliano (hoje Lucchese), Maranzano (hoje Bonanno) e Mangano (hoje Gambino). Maranzano criou o posto de Capo di Tutti Capi, que quer dizer literalmente, "chefe de todos os chefes" e indicou a si mesmo como primeiro a ocupar o cargo.
O reinado de Maranzano no entanto teve vida breve. Em 10 de Setembro de 1931, ele foi alvejado e esfaqueado até a morte em seu escritório em Manhattan. Seus executores eram membros da máfia judaica, contratados por Meyer Lansky, aliado de Lucky Luciano. Após a morte de Maranzano, houve relatos de massivos assassinatos contra membros da chamada Era dos Mustache Petes - a "velha-guarda" da máfia ítalo-americana, que incluía Maranzano - numa possível renovação forçada instituída pelos novos e mais violentos chefes, conhecidos como Young Turks, dos quais Lucky Luciano, Vito Genovese, Joe Bonanno e Frank Costello faziam parte. Estes acreditavam que as normas e métodos arcaicos da antiga geração, impediam a maximização dos lucros nos negócios, entre outras vantagens administrativas de um sistema mais moderno. Ciro Terranova, último sobrevivente do clã Morello-Terranova nos negócios, foi "aconselhado" e levado a se aposentar por seus subordinados.